# Bernard Dunand
Bernard Dunand, né le 2 septembre 1936 à Genève, est un marin suisse.
Aux Jeux olympiques d'été de 1968, il concourt dans la catégorie des 5,5 mètres JI et remporte la médaille d'argent avec ses coéquipiers Louis Noverraz et Marcel Stern.

## Palmarès

### Jeux olympiques
- Jeux olympiques de 1968 à Mexico,  Mexique
  -  Médaille d'argent